# Ванавана
Ванавана, Куратакі або Хуатакі — атол у південно-східній частині архіпелагу Туамоту, Французька Полінезія. Найближчим сусідом Ванавана є атол Турея, який лежить за 58 км на схід.
Ванавана — невеликий атол овальної форми. Довжина атола приблизно становить 3,5 км, максимальна ширина — 2,2 км, площа — приблизно 5 км2. Його риф повністю охоплює глибоку лагуну, площа якої становить 6 км2. Є один гачкоподібний великий острів на півночі та інший на півдні його рифу.
Атол Ванавана незаселений; однак на північному кінці острова присутні будівлі.

## Геологія
З погляду геології, кораловий атол утворився навколо вершини однойменної вулканічної нині підводної гори, яка має висоту 3700 м від дна океану. Вулканічна гора утворилася приблизно 40,1—41,3 мільйона років тому.

## Флора та Фауна
Атол майже повністю засаджений кокосовими пальмами для видобутку копри. 
У межах атола зустрічаються 43 види птахів, серед них сім видів із Червоного списку, у тому числі Тайфунник чорний (Pterodroma atrata) та ендемічні види, такі як куліга туамотуанська (Prosobonia parvirostris), тілопо атоловий (Ptilinopus coralensis) і червонокрилий курячий голуб (Alopecoenas erythropterus).

## Історія
Першим європейцем, чиє прибуття до Ванавана задокументовано, був британський мореплавець капітан Фредерік Бічі в 1826 році. Він назвав цей атол «острів Барроу» на честь сера Джона Барроу.

## Адміністративне підпорядкування
В адміністративному відношенні атол Ванавана належить до комуни Турея, яка включає атоли Турея, Фангатауфа, Муруроа, Тематагі та Ванавана.